# Сухогруз
Сухогруз или сухогрузен съд – товарен кораб с речно или морско базиране, приспособен за превоз на различни сухи товари, например, насипни товари, зърно, дървесина, трина, минерални торове, специални контейнери по международния стандарт и други товари. Често има двойно дъно и бордове за повишаване на безопасността на плаване.

## Типове сухогрузи
Според типа на превозваните товари има следните видове сухогрузи:
- Бълкер, или насипник – специализиран съд за превоз на товари в насипно състояние, такива като зърно, въглища, руда, цимент и други насипни товари.
- Контейнеровоз – съд за превоз на товари в еднотипни стандартизирани контейнери.
- Лесовоз – съд за превоз на дървесина.
- Ролкер – съд за превоз на колесна база: автомобили, товарен транспорт, железопътни вагони.

Съществуват и други типове сухогрузи, а също и комбинирани и универсални сухогрузни съдове, способни да превозват няколко вида товари.